# Svein-Erik Edvartsen
Svein-Erik Edvartsen (født 21. maj 1979) er en norsk/pakistansk fodbolddommer i Tippeligaen og tidligere ishockeydommer i den norske Eliteserien.